# Piedigriggio
Piedigriggio är en kommun i departementet Haute-Corse på ön Korsika i Frankrike. Kommunen ligger i kantonen Niolu-Omessa som tillhör arrondissementet Corte. År 2022 hade Piedigriggio 153 invånare.

## Befolkningsutveckling
Antalet invånare i kommunen Piedigriggio
Referens:INSEE